# 크란스카고라

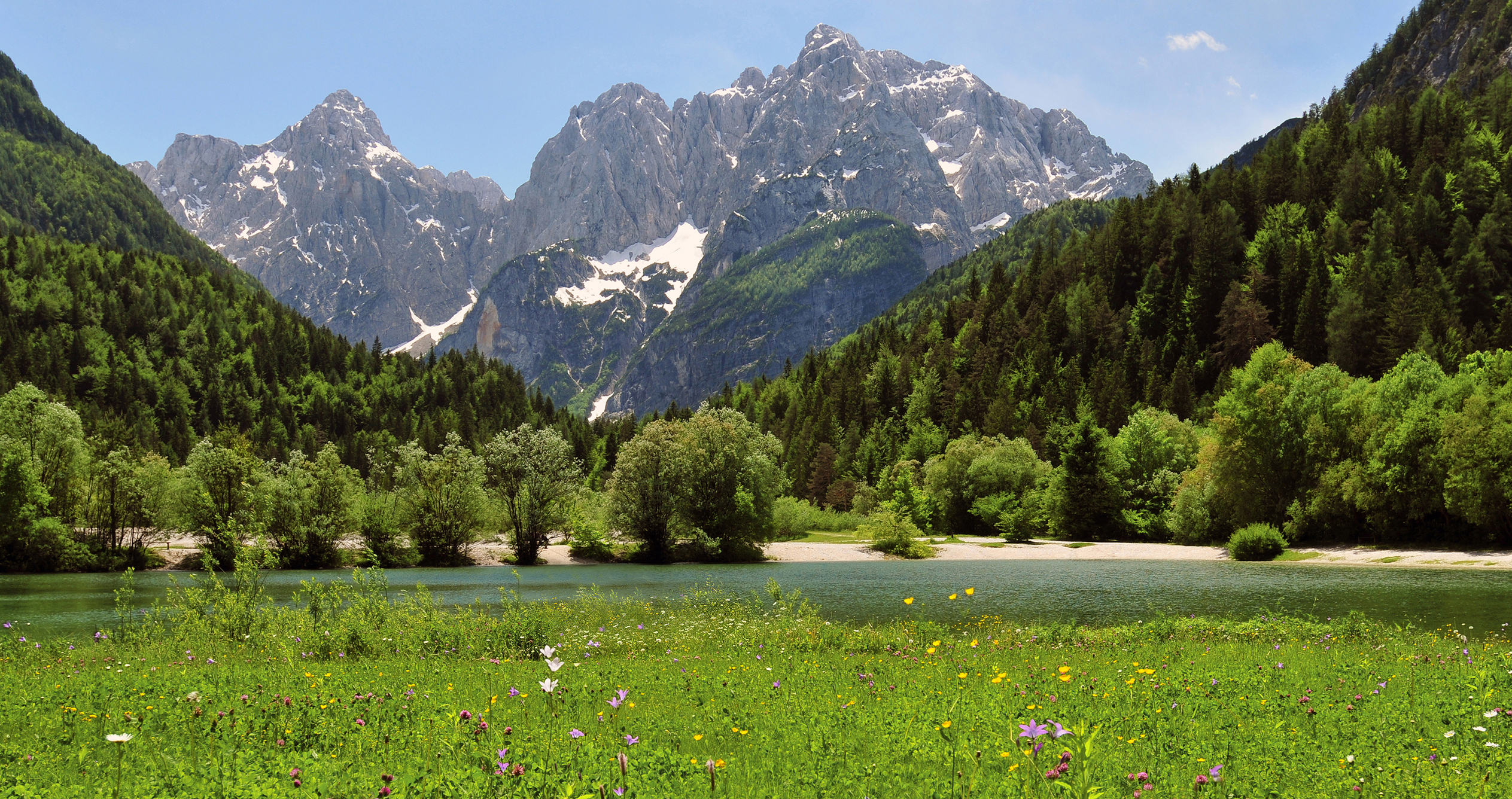
크란스카고라에서 본 율리안알프스산맥

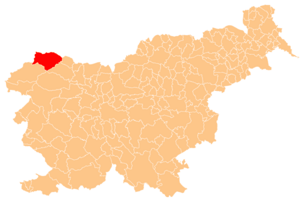
크란스카고라의 위치

크란스카고라(슬로베니아어: Kranjska Gora, 독일어: Kronau)는 슬로베니아 북서부 고렌스카 지방에 위치한 도시로, 면적은 256.3km2, 인구는 5,500명(2002년 기준), 인구밀도는 21.5명/km2이다. 사바돌린카 강이 흐르며 오스트리아, 이탈리아 국경 부근에 위치한다.
율리안알프스산맥과 접하고 있기 때문에 겨울 스포츠로 유명한 도시이며 매년 열리는 알파인 스키 월드컵 개최 도시 가운데 한 곳이다.